# Kaléndzi (Achaïe)
Kaléndzi, en grec moderne : Καλέντζι, est un village et une ancienne unité démotique (el) du district régional d'Achaïe, en Grèce-Occidentale. Depuis  2010, il est fusionné au sein du dème d'Érymanthe.
Selon le recensement de 2011, la population de l'unité démotique compte 380 habitants tandis que celle du village s'élève à 71 habitants.